# Budki Piaseckie
Budki Piaseckie – wieś w Polsce położona w województwie mazowieckim, w powiecie sochaczewskim, w gminie Teresin. Ma status sołectwa.
| SIMC    | Nazwa             | Rodzaj    |
| ------- | ----------------- | --------- |
| 0738705 | Stara Piasecznica | część wsi |

W latach 1975–1998 miejscowość administracyjnie należała do województwa skierniewickiego.